# زانگه‌زور (فیلم)
زانگه‌زور (به ارمنی: Զանգեզուր) فیلمی درام و جنگی است به کارگردانی هامو بیک-نازاریان که محصول سال ۱۹۳۸ کشور اتحاد شوروی است.

## داستان فیلم
فیلم دربارهٔ مخالفت فدراسیون انقلابی ارمنی با حمله ارتش سرخ و هواداران محلی بولشویک در استان زانگه‌زور، ارمنستان (سیونیک فعلی) در زمان اتحاد شوروی است.

## بازیگران
- هراچیا نرسیسیان
- آوت آوتیسیان
- هاسمیک
- گورگن جانیبکیان
- آماسیا مارتیروسیان
- تسولاک آمریکیان
- بلا ایساهاکیان
- گقام هاروتیونیان
- میکائل گاراگاش
- گورگن گابریلیان